# Silene pteroneura
Silene pteroneura là loài thực vật có hoa thuộc họ Cẩm chướng. Loài này được (Ball) F.N.Williams miêu tả khoa học đầu tiên năm 1896.